# Robert Emmett Dolan
Robert Emmett Dolan (* 3. August 1906 in Hartford, Connecticut; † 26. September 1972 in Westwood, Los Angeles, Kalifornien) war ein US-amerikanischer Filmkomponist, Dirigent und Filmproduzent.

## Leben
Robert Dolan wurde als ältestes von zwölf Kindern geboren und erhielt seine Ausbildung am Loyola College, der heutigen Concordia University in Montreal. Später studierte er bei den Komponisten Mortimer Wilson und Ernst Toch. Eine erste seiner Kompositionen wurde 1929 in der Filmkomödie The Sophomore verwendet. Er steuerte mehrere weitere Titel für drei weitere Filme bei, wechselte dann jedoch zum Broadway, wo er 1931 zunächst als Pianist arbeitete. Von Mitte der 1930er Jahre bis 1940 war er als Dirigent (Musical Director) am Broadway tätig. Danach kehrte er in selber Funktion nach Hollywood zurück, wo er zunächst bei Metro-Goldwyn-Mayer unter Vertrag genommen wurde, bald darauf jedoch zu Paramount Pictures wechselte. 1942 wurde er das erste Mal (insgesamt achtmal) für den Oscar nominiert, er erhielt die Auszeichnung jedoch nie. Bei Paramount betreute er neben insgesamt 16 Musikfilmen mit Bing Crosby als Dirigent und war auch als Komponist und Arrangeur für rund 60 Paramount-Produktionen tätig. Mitte der 1950er Jahre wurde er bei den Crosby-Filmmusicals Weiße Weihnachten, The Girl Rush und Broadway-Zauber auch mit der Filmproduktion betraut. Ab Ende der 1950er Jahre war er wieder vermehrt am Broadway tätig, und in den 1960er Jahren schrieb er auch vereinzelt für das Fernsehen, unter anderem die Titelmusik für die Fernsehserie O.K. Crackerby! mit Burl Ives in einer der Hauptrollen. Zudem war er als Dozent an der New Yorker Columbia University tätig.
Dolan war zwei Mal geschieden. In erster Ehe war er zwischen 1933 und 1948 mit der Schwester von Buddy Ebsen verheiratet, noch im selben Jahr heiratete er die Schauspielerin Nan Martin. Aus beiden Ehen ging jeweils ein Kind hervor.

## Filmografie (Auswahl)
- 1941: Louisiana Purchase
- 1942: Der Major und das Mädchen (The Major and the Minor)
- 1942: Es waren einmal Flitterwochen (Once Upon a Honeymoon)
- 1942: Musik, Musik (Holiday Inn)
- 1944: Die Träume einer Frau (Lady in the Dark)
- 1944: Der Weg zum Glück (Going My Way)
- 1944: Here Come the Waves
- 1945: Gauner und Gangster (Salty O'Rourke)
- 1945: Die Glocken von St. Marien (The Bells of St. Mary’s)
- 1946: Die blaue Dahlie (The Blue Dahlia)
- 1946: Blau ist der Himmel (Blues Skies)
- 1946: Mit Pinsel und Degen (Monsieur Beaucaire)
- 1947: Mit Gesang geht alles besser (Welcome Stranger)
- 1947: Detektiv mit kleinen Fehlern (My Favorite Brunette)
- 1947: Pauline, laß das Küssen sein (The Perils of Pauline)
- 1947: Der Weg nach Rio (Road to Rio)
- 1947: Meine bessere Hälfte (Dear Ruth)
- 1948: Schmuggler von Saigon (Saigon)
- 1948: Mr. Peabody und die Meerjungfrau (Mr. Peabody and the Mermaid)
- 1948: Der beste Mann der Stadt (Good Sam)
- 1949: Der große Gatsby (The Great Gatsby)
- 1949: Der besiegte Geizhals (Sorrowful Jones)
- 1949: Diebstahl in Irland (Top o’ the Morning)
- 1950: Tanzen ist unser Leben – Let’s Dance (Let’s Dance)
- 1951: Ein Platz an der Sonne (A Place in the Sun)
- 1952: My Son John
- 1954: Weiße Weihnachten (White Christmas)
- 1956: Broadway-Zauber (Anything Goes)
- 1959: Über den Gassen von Nizza (The Man Who Understood Women)
- 1962: Das war der Wilde Westen (How the West Was Won)
- 1962: Die Rückkehr des King Kong (Kingu Kongu tai Gojira)

## Auszeichnungen
- 1942: Oscar-Nominierung für Birth of the Blues
- 1943: Oscar-Nominierung für Musik, Musik
- 1944: Oscar-Nominierung für Star Spangled Rhythm
- 1945: Oscar-Nominierung für Die Träume einer Frau
- 1946: Oscar-Nominierung für Die Glocken von St. Marien und Incendiary Blonde
- 1947: Oscar-Nominierung für Blau ist der Himmel
- 1948: Oscar-Nominierung für Der Weg nach Rio

## Broadway (Auswahl)
- 1935 May Wine
- 1937 Hooray for What!
- 1939 Very Warm for May
- 1951 Not for Children
- 1959 Juno
- 1964 Foxy
- 1969 Coco